# Llac Alakol
|  | No s'ha de confondre amb el llac Ala Kul del Kyrgyzstan. |

El llac Alakol (kazakh: Алакөл) es troba al Kazakhstan, a 347 m d'altitud.
És un llac salat. Té una conca de drenatge de 65.200 km² i rep aigua del riu Urjar. La superfície del llac és de 2.650 km², i la seva màxima fondària és de 54 m. Té 58,6 km³ d'aigua. Compta amb protecció legal per a les aus que hi nien; s'hi troben flamencs i 40 espècies més d'ocells.
Al nord-oest del llac Alakol s'hi troba el llac Sassikhkol.
La Cultura Alakol es va desenvolupar durant l'edat del bronze.